# (3613) Kunlun
(3613) Kunlun es un asteroide perteneciente al cinturón de asteroides, descubierto el 10 de noviembre de 1982 por el equipo del Observatorio de la Montaña Púrpura desde el Observatorio de la Montaña Púrpura, Nankín (China).

## Designación y nombre
Designado provisionalmente como 1982 VJ11. Fue nombrado Kunlun en homenaje a la cordillera montañosa de Kunlun una de las más largas cadenas montañosas de Asia.